# 悲しみモニュメント
「悲しみモニュメント」（かなしみモニュメント）は、南野陽子の3枚目のシングル。1986年3月21日にCBS・ソニーからリリースされた。

## 概要・背景

### 悲しみモニュメント
フジテレビ系の自身主演ドラマ『スケバン刑事II 少女鉄仮面伝説』主題歌。
TBS系『ザ・ベストテン』（1986年4月10日放送）と、日本テレビ系『歌のトップテン』（1986年4月14日放送）で両番組共に初のランクインとなった。
デビュー初年度は出演出来なかったフジテレビ系『夜のヒットスタジオDELUXE』にも、この曲で漸く初出演を果たした（1986年4月9日放送）。
レコード・ジャケットは、1985年12月30日に石垣島で撮影された。

### 春景色
本作品は卒業における別れと旅立ちをテーマとした曲であり、南野自身が堀越高等学校を卒業した時期と重なる。歌詞に「神戸線」や当時ポートアイランドに実在した喫茶店名が引用されたり主に南野の故郷である神戸を舞台とした内容となっている。ヒロインが、留年した彼を想う内容。
本作品がリリースされた頃の南野は、営業戦略としてテレビドラマ『スケバン刑事II 少女鉄仮面伝説』のイメージを全面に押し出されていたが、本楽曲は『スケバン刑事II』と全く無縁な、等身大の南野が描かれた作品となっている。南野もこの曲を非常に気に入っている。翌月発売のファースト・アルバム「ジェラート」のオープニングを飾っている。
自身がパーソナリティを務めたニッポン放送のラジオ番組『南野陽子 ナンノこれしきっ!』のオープニング・テーマとして長く使用され、コンサートで歌われる機会も多かった。
南野のベスト盤やオムニバスCD等に多数収録されている。

## 収録曲
1. 悲しみモニュメント（4:05）
  - 作詞: 来生えつこ／作曲: 鈴木キサブロー／編曲: 新川博
2. 春景色（5:21）
  - 作詞: イノ・ブランシュ／作曲: 岸正之／編曲: 萩田光雄